# Stefan Schwarzmann
Stefan Schwarzmann (Erlangen, 11 novembre 1965) è un batterista tedesco, milita nel gruppo Panzer dal 2014.

## Storia
Stefan Schwarzmann ha suonato con tanti gruppi del genere power metal tra cui Running Wild, U.D.O. e, quindi, i riformati Accept. Nel 2003 ottenne la possibilità di entrare a far parte degli Helloween in sostituzione di Mark Cross. Accettata immediatamente la proposta Schwarzmann si unì al gruppo ma, nel 2005 decise già di lasciare in quanto si ritenne personalmente incapace di suonare alcune parti del nuovo album in lavorazione: troppo veloci e tecniche per il suo stile musicale, precisando di non aver avuto alcun problema personale con gli altri membri della band. Successivamente venne sostituito da Daniel Loeble. Poco dopo subentrò nei Krokus, in sostituzione del precedente Patrick Aeby.